# Trolejbusy w Sumgaicie
Trolejbusy w Sumgaicie − zlikwidowany system komunikacji trolejbusowej w Sumgaicie w Azerbejdżanie.

## Historia
Trolejbusy w Sumgaicie uruchomiono 28 kwietnia 1961. W szczycie swej działalności trolejbusy w Sumgaicie miały 6 linii o łącznej długości 48,9 km. W ostatnich latach działała tylko jedna linia nr 6 która kursowała na trasie Торговый центр - Микрорайоны. Trolejbusy zamknięto 1 stycznia 2006.

## Tabor
W ostatnich latach w Sumgaicie było 13 trolejbusów typu ZiU-9. W latach wcześniejszych eksploatowano trolejbusy:
- MTB-82
- Škoda 9Tr
- ZiU-5